# Daniil Graur
Daniil Graur (n. 25 ianuarie 1874, Căpâlna – d. 1950, Giurtelec) a fost un dascăl, jurnalist și autor din Transilvania, care a fondat și condus săptămânalul Gazeta Învățătorilor în calitate de președinte. După unirea Transilvaniei cu România devine "inspector din partea Resortului cultelor" dupa ce anterior a fost unul dintre liderii asociației profesionale a dascălilor sălăjeni, Reuniunea Învățătorilor Români Sălăjeni. De asemenea a fost un specialist în viticultură.

## Biografie
Pe 26 iulie 1912 la școala română din Șimleu Silvaniei Daniil Graur a fost ales președinte al comitetului de redacție al ziarului săptamanal Gazeta Învățătorilor. În subordinea sa au fost aleși secretarul de redacție Simion Oros și redactorul șef Ioan P. Lazăr. Ceilalți membri ai comitetului de redacție erau Emil Pocola din Bocșa, Alexandru Mânu din Șoimuș, Victor Filip din Unimăt, Dumitru Oros din Marin. Fondatorii împreună își asemnează salariile lor pe un an de zile pentru inființarea noului "organ de publicitate al tuturor învațătorilor români din întreg Ardealul".

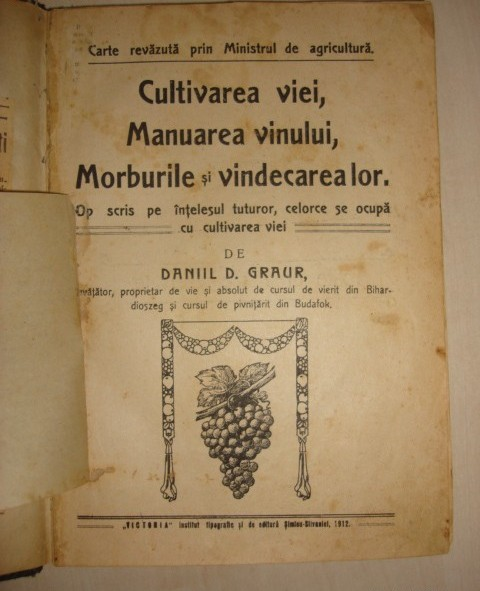
Una dintre lucrările lui Graur

O mare parte a carierei sale didactice a fost dascăl la Giurtelecu Șimleului și important membru al Reuniunii Învățătorilor Români Sălăjeni. Relațiile sale cu administrația școlară maghiară condusă de Petri Mór este descrisă de Daniil Graur în următorii termeni: "Fiind acesta scriitorul Monografiei județului Sălaj, s'a ferit să scoată în relief multe date prețioase asupra neamului românesc, pe care le-a avut la îndemână din diferite arhive publice și particulare, conform spiritului de pe timpuri."
 Curând după Marea Unire Daniel Graur din Giurtelecu Șimleului a ajuns chiar el în conducerea învațământului în calitate de "inspector din partea Resortului cultelor (absolvit de instrucțiune)". Nevoia dezvoltării infrastructurii din învățământ a fost o preocupare a sa din aceasta perioadă, cum arată titlul conferinței pe care a susținut-o pe 30 noiembrie 1925: „Trebuința de ajuta clădirea localurilor de școală". Daniil Graur ramane un activ publicist și în anii de pensie, pe care i-a trait alaturi de sotia sa paralizata. Peste decenii, Marius Cuteanu își amintea cum l-a cunoscut pe Graur: "Astfel în primăvara anului 1943 au cântat Sf. Liturghie la Jurtelec. Intrând în curtea bisericii am observat ușa bisericii larg deschisă și în fața ușii o trăsură, în care ședea nemișcată, se părea bolnavă, o doamnă. Din apropiere a apărut un domn, care ținând seama de graba noastră, bănuind cine suntem s-a prezentat telegrafic ca fiind învățătorul "Graur". Biserica era ticsită de lume. Sfânta slujbă cor-preot se desfășura foarte frumos când deodată preotul parcă înecat s-a oprit într-un mod neobișnuit, n-a rostit mai mult timp nici un cuvânt. M-a fulgerat ideea că preotul Ioan Taloș a suferit un stop cardiac sau vreun accident vascular. Un corist care a fugit până jos să vadă ce s-a întâmplat, m-a informat că l-a găsit pe preot plângând, cu capul rezemat de interiorul iconostasului. După încheierea Sf. Liturghie, preotul s-a adresat corului și și-a cerut scuze pentru momentul neobișnuit pe care l-a produs, nemaiputându-se stăpâni și l-au înecat lacrimile fiind profund mișcat de măreția și armonia corului. La ieșire mulți credicioși ne-au întrebat când vom mai veni la Jurtelec, că tare frumoasă priceasnă a cântat corul, dar între timp a apărut și domnul învățător Graur care a exprimat mulțumiri din partea sa și a doamnei sale care a insistat să fie adusă la biserică cu toate că era bolnavă, paralizată și a ascultat de afară Sf. Liturghie cu cor, stând tot timpul sprijinită și nemișcată în trăsură. Am acceptat cu drag invitația jurtelecanilor și am venit de mai multe ori în acest sat românesc, ospitalier și le-am cântat și alte pricesne frumoase. Cu o ocazie am asistat după Sf. Liturghie la o ședință de judecată în curtea bisericii. Judecător împăciuitor era chiar părintele satului, care cu înțelepciune și dreptate a rezolvat diferendele ivite de o bucată de timp între unii săteni spre mulțumirea și împăcarea tuturor, așa că nimeni nu mai avea de căutat dreptate la judecătorii sau tribunale din Zalău sau Cluj. M-am gândit de multe ori, ce frumos ar fi dacă peste tot, în toate satele noastre românești, sfânta dreptate strămoșească și creștinească ar fi slujită ca în Jurtelecul acelor ani."
În 1901, Daniil Graur a devenit membru la "Societatea fondului de teatru roman"
Daniil D. Graur a absolvit "cursul de vierit din Bihardiószeg și cursul de pivnițărit din Budafok". Astfel de conferințe legate de viticultură a susținut pe 14 aprilie 1907 în Bocșa (conducătorul prelegerii Ioan Ilieș, preotul din Bocșa), iar pe 21 aprilie 1907 în Curitău (conducătorul prelegerii Petru Ostatea, preotul din Curitău) și Sici (conducătorul prelegerii Cassiu Deleu, preotul din Sici).

## Cărți
- Daniil D. Graur, Cultivarea viei, Manuarea vinului, Morburile și vindecarea lor, Editura Victoria, Șimleu Silvaniei, 1912.